# Flagpole Point
Der Flagpole Point (englisch für Fahnenmastspitze) ist eine Landspitze der Stonington-Insel vor der Fallières-Küste des Grahamlands auf der Antarktischen Halbinsel. Sie liegt 300 m nordwestlich der Fishtrap Cove und bildet den südlichen Teil des westlichen Ausläufers der Insel.
Erstmals kartiert wurde die Landspitze 1940 bei der United States Antarctic Service Expedition (1939–1941). Der Falkland Islands Dependencies Survey nahm zwischen 1946 und 1947 neuerliche Vermessungen vor. Er benannte sie nach dem Fahnenmast, den der United States Antarctic Service nordöstlich dieser Landspitze auf einem Hügel errichtet hatte.